# Birao (langue)
Pour les articles homonymes, voir Birao.
Le birao (ou mbirao) est une des langues des Salomon du Sud-Est, parlée par 5 900 locuteurs (1999) à Guadalcanal (est).